# Coleoxestia spinipennis
Coleoxestia spinipennis es una especie de escarabajo longicornio del género Coleoxestia, tribu Cerambycini, subfamilia Cerambycinae. Fue descrita científicamente por Audinet-Serville en 1834.

## Descripción
Mide 20-32 milímetros de longitud.

## Distribución
Se distribuye por Argentina, Bolivia, Brasil, Guayana Francesa, Paraguay y Uruguay.